# Fira 2 – Pedrosa
Fira 2 - Pedrosa – stacja metra w Barcelonie, na linii 2 i 9, w L’Hospitalet de Llobregat. Stacja została otwarta 12 lutego 2016 roku